# Джівадаман
Джівадаман – правитель саків з династії Західні Кшатрапи. Був сином і спадкоємцем Дамаджадасрі I.